# Maximiliaansmedaille
De Beierse Maximiliaansmedaille (Duits: "Maximiliansmedaille") werd tot 1918 uitgereikt. De medaille was ingesteld door Maximiliaan I Jozef van Beieren (Schwetzingen, 27 mei 1756 – Nymphenburg, 13 oktober 1825) Keurvorst en later koning van Beieren van 1799 tot 1825. In de 18e eeuw was het lidmaatschap van de ridderorden het privilege van de adel en burgers. Zij die in een orde werden opgenomen, verwierven in Duitsland tot ver in de 19e eeuw adeldom.
Een dergelijke automatische nobilering was een hindernis voor een decoratiesysteem waarin ook burgers met een lagere maatschappelijke rang voor hun dapperheid of verdienste werden gedecoreerd. Zo ontstond naast de Beierse ridderorden en de in 1792 ingestelde  Medaille voor Burgerlijke Verdienste. Deze Maximilliaansmedaille voor kunst en wetenschappen werd op 25 augustus 1872 aangevuld door de Ludwigsmedaille in goud en zilver. De medaille was verbonden aan de Maximiliaansorde voor Wetenschap en Kunst en werd voor dezelfde verdiensten, dat wil zeggen voor de kunsten en voor de wetenschappen, toegekend.
De eerste medaille werd door de vooruitstrevende Keurvorst Maximiliaan van Beieren ingesteld en droeg ook zijn beeltenis.
De versies van de medaille
- Gouden medaille met portret van Maximiliaan I van Beieren 1805 - 1918

## Voetnoten
1. ↑  Der Militär-Max-Joseph-Orden bestand aus den drei zahlenmäßig unbeschränkten Klassen, der „Ritter“,„Kommandeurs“ und der „Großkreuze“(RBl. 1807, Sp. 242). Der Zivilverdienstorden kannte dagegen vier Klassen,wobei die Verleihung der „Zivilverdienstmedaille“ als Eingangsstufe keine Adelserhebung bedeutete. Die drei höheren Klassen setzten sich aus höchstens hundert „Rittern“, 24 „Kommandeurs“ und 12 „Großkreuzen“zusammen (Ziff. V, RBl. 1808, Sp. 1035). Bereits mit der VO vom 8. Oktober 1817 (Ziff. III, veröffentlicht am25. Oktober 1817, RBl. 1817, Sp. 875-877, 876) wurden die Höchstgrenzen der Mitglieder von 136 auf mind.224 angehoben: 24 Großkreuze ohne Berücksichtigung derjenigen, welche gleichzeitig Mitglieder des Hl. Hubertus-Ordens waren; 40 Kommandeurs und 160 Ritter. op [dode link]
2. ↑  Die Adelserhebung durch Ordensverleihung
Gemäß Ziffer I. des Nachtrages zu dem Edikte über den Adel vom 23.12.1812854 sollten
diejenigen Nichtadeligen, welche durch den „Militär-Max-Joseph-Orden“855 oder den „Zivil-
Verdienst-Orden der Baierischen Krone“856 den Rittergrad857 oder eine höhere Stufe verliehen
bekamen, auf Lebenszeit zur Führung eines Adelsprädikats und eines adeligen Wappens für
ihre Person berechtigt sein. Gleichzeitig sollte unter bestimmten Beschränkungen auch die
Vererbung des persönlichen Adelstitels möglich sein.
Bereits seit dem 16. Jahrhundert gab es in Bayern die auf Person und Lebenszeit beschränkte
Adelserhebung, den Personaladel, „der hauptsächlich an verdiente Beamte, Militärs
oder gar Kleinbürger verliehen wurde“858. Trotzdem stellte die Verordnung in dreierlei Hinsicht
eine Neuerung dar; zum einen sollte mit der Ordensverleihung automatisch die Adelser-
3. ↑  Rudolf Endres (Hg.), "Adel in der Frühneuzeit". Ein regionaler Vergleich (Bayreuther Historische Studien
5), Köln u.a. 1991, 33; Müller, Reichsheroldenamt, 552, Anm. 122.
4. ↑  Nimmergut